# Gymnorhamphichthys petiti
Gymnorhamphichthys petiti är en fiskart som beskrevs av Jacques Géry och Vu, 1964. Gymnorhamphichthys petiti ingår i släktet Gymnorhamphichthys och familjen Rhamphichthyidae. Inga underarter finns listade i Catalogue of Life.